# Carl Honoré
Carl Honoré, född 1967 i Skottland, är en kanadensisk journalist och författare.

## Biografi
Honoré föddes i Skottland, men anser Edmonton vara hans hemstad. När han tog examen från universitetet i Edinburgh i historia och italienska, arbetade han med gatubarn i Brasilien, som inspirerade honom att börja arbeta med journalistik. Sedan 1991 har han rapporterat från hela Europa och Sydamerika, och tillbringat tre år som korrespondent i Buenos Aires. 
Honorés arbete har lämnat bidrag i publikationer som Economist, Observer,  American Way, Post-, Globe and Mail, Houston Chronicle, och Miami Herald. Han har också förekommit på Fox and Friends, Dennis Miller och var föremål för ett dubbeluppslag i Newsweek. Han arbetar och bor  för närvarande (2016) i London med sin fru och deras två barn.
Honoré skrev den internationella bestsellern In Praise of Slow (2004) om rörelsen Slow Movement. År 2008 kom han ut med en ny bok, Under Pressure: Rescuing Our Children from the Culture of Hyper-Parenting, som förespråkar en mer avslappnad och mer hands-off teknik för att uppfostra och utbilda barn, Slow Parenting.
År 2013 gav Honoré ut sin tredje bok Slow Fix: Solve Problems, Work Smarter and Live Better in a Fast World. Han ifrågasätter i denna den breda användningen av ytliga, kortsiktiga snabba lösningar, med argumentet att långsamma korrigeringar är bättre på att leverera längre variga sätt att ta itu komplexa problem.